# سیاه‌کولی مقدونیه
سیاه‌کولی مقدونیه (نام علمی: Vimba melanops) نام یک گونه از سرده سیاه‌کولی‌ها است.